# Magic Man
"Magic Man" é o primeiro episódio da quinta temporada da série de televisão norte-americana de drama Better Call Saul, derivada de Breaking Bad, e o quadragésimo primeiro da série em geral. Foi dirigido por Bronwen Hughes, que também já havia dirigido um episódio de Breaking Bad, e teve o seu roteiro escrito por Peter Gould, o co-criador e produtor executivo da série. A transmissão original estadunidense do episódio ocorreu na noite de 23 de fevereiro de 2020 através da rede de televisão AMC. Fora dos Estados Unidos, o episódio estreou no serviço de streaming da Netflix em vários países.

## Enredo

### Abertura
Logo após receber alta do hospital, Gene suspeita que ele está sendo seguido e passa alguns dias longe de Omaha. Quando decide retornar, ele vigia seu apartamento para descobrir se alguém o está vigiando, mas retorna à sua rotina normal por não encontrar nada suspeito. Depois que Gene retorna ao trabalho, Jeff, o motorista de táxi que o levou do hospital para sua casa, vai até o shopping e reconhece Gene como Saul Goodman, de Albuquerque. Saul planeja fugir e liga para Ed o "desaparecedor", mas muda de ideia no meio da ligação e desliga dizendo que "vai cuidar disso sozinho".

### História principal
Jimmy explica a Kim que o apelido de "Saul Goodman" do seu negócio de celulares pré-pagos oferece a ele uma base de clientes instantânea para praticar aconselhamento de direito penal. Kim fica cautelosa, mas apoia a ideia e oferece presentes a Jimmy para comemorar seu retorno à advocacia. Saul doa seus telefones restantes em uma promoção para gerar publicidade para sua advocacia, chamando a si mesmo de "homem mágico" que pode manter as pessoas culpadas fora da prisão. Mais tarde, ele usa sua equipe de filmagem para gerar mais publicidade fingindo um confronto com o procurador-adjunto de Oakley.
O cliente pro bono de Kim rejeita um acordo favorável. Saul oferece ajuda para induzi-lo a aceitar mas Kim recusa. No entanto, depois que Saul vai embora ela mesma engana o cliente. Kim então vai até uma escadaria onde joga sua maleta chão, frustrada consigo mesma por ter deixado Jimmy/Saul convencê-la a fazer outro golpe.
Lalo se pergunta sobre a identidade de Werner e a razão de estar em Albuquerque. Nacho e Domingo informam sobre problemas de qualidade com parte da cocaína que os Salamancas receberam de Gus Fring. Lalo confirma que o produto entregue aos Salamanca é inferior e se reúne com Gus e Juan Bolsa para discutir o caso. Gus afirma falsamente que Werner estava construindo um sistema de refrigeração sob a supervisão de Mike na fazenda Los Pollos Hermanos, mas fugiu depois que roubou cocaína. Gus afirma que ele tentou cobrir a perda substituindo a cocaína por metanfetamina produzida localmente. Lalo aceita a história falsa e o pedido de desculpas de Gus, porém permanece desconfiado. Juan adverte Lalo em particular que tanto Eladio quanto o cartel confiam em Gus, e que ele deveria considerar o assunto encerrado.
Por causa das suspeitas de Lalo, Gus fecha o trabalho no laboratório subterrâneo de metanfetamina. Mike manda os homens de Werner para casa, pagos integralmente pelo trabalho pela metade e avisa para permanecerem em silêncio. Gus informa Mike que a viúva de Werner aceitou a história de que ele morreu em um acidente de construção com Gus garantindo que ela fosse bem compensada. Gus se oferece para continuar pagando a Mike durante o atraso na construção, mas Mike não aceita, frustrado com a aparente falta de compaixão de Gus por Werner.

## Produção

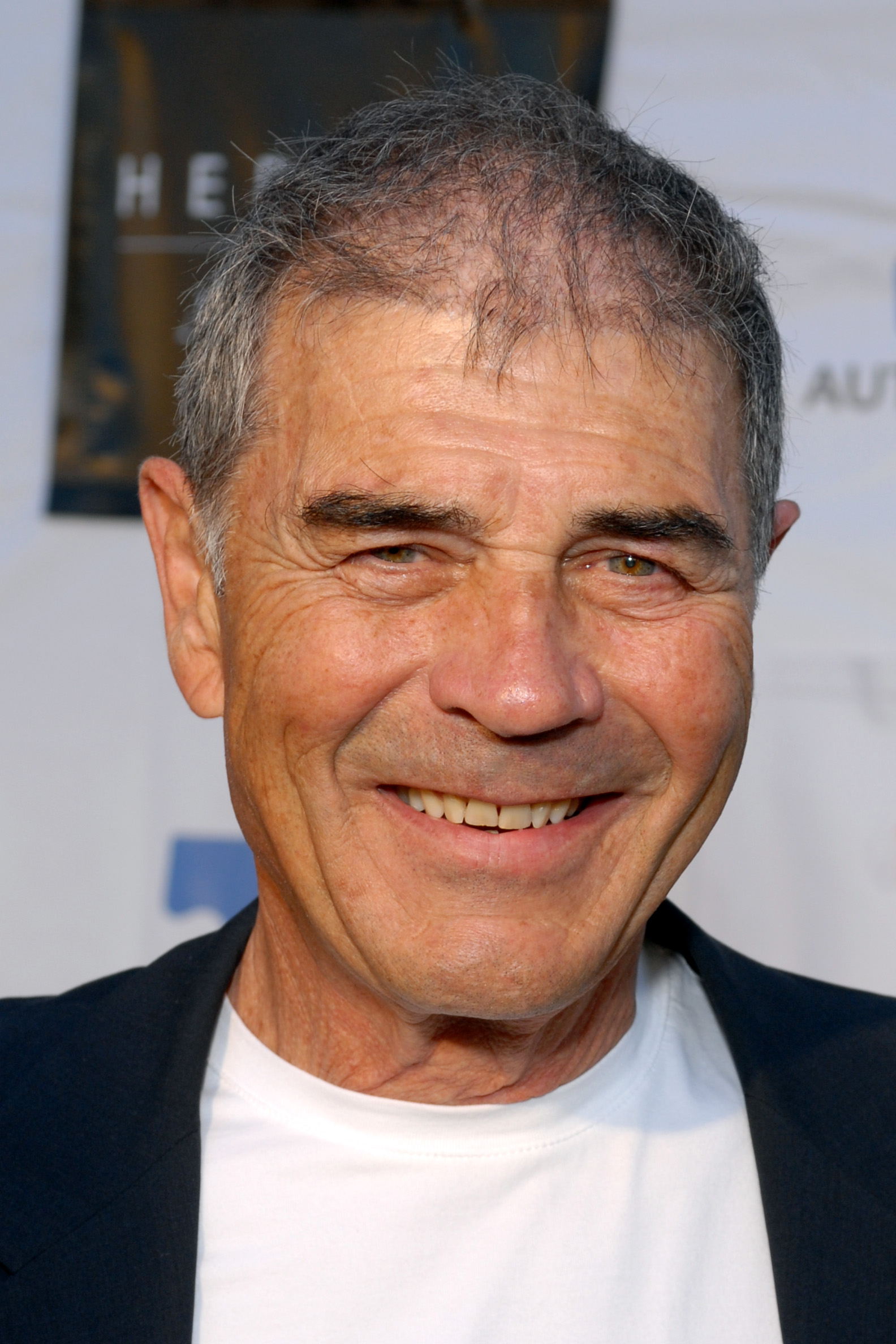
"Magic Man" foi dedicado à Robert Forster, que interpretou postumamente o desaparecedor Ed.

O episódio foi dedicado ao ator Robert Forster, que interpretou Ed, o "desaparecedor" de Breaking Bad e que reprisa seu papel neste episódio, bem como no filme El Camino: A Breaking Bad Movie, antes de sua morte em outubro de 2019. De acordo com o showrunner Peter Gould, que havia escrito e dirigido a aparição anterior de Forster em Breaking Bad no episódio "Granite State", ele queria trazer o personagem de Forster para Better Call Saul já há algum tempo, mas que não conseguia descobrir uma maneira de fazê-lo. No entanto, uma vez que sua equipe de roteiristas encontrou uma maneira de inseri-lo na estreia da quinta temporada, ele descobriu isso na mesma época em que Vince Gilligan também estava escrevendo sobre o personagem no filme El Camino. Originalmente, o papel de Forster no roteiro era apenas uma participação vocal, dado o custo necessário para reconstruir o cenário da loja de aspiradores de pó. Segundo Gould, a produtora Melissa Bernstein reconheceu que filmariam a loja de aspiradores como parte do El Camino e, assim, providenciou que Gilligan filmasse a cena de Better Call Saul simultaneamente, sendo que Gould estava ocupado em Los Angeles na época,meses antes de qualquer outra filmagem de Better Call Saul. Apesar disso, Gilligan não foi creditado como produtor do episódio. Além de dedicar o episódio a Forster, Gould convidou vários familiares e amigos de Forster para a exibição do show na estreia.
O episódio foi dirigido por Bronwen Hughes, que já havia dirigido o episódio "Crazy Handful of Nothin'" de Breaking Bad.
A música de fundo usada durante as rápidas cenas em que Saul senta em uma barraca para vender seus telefones restantes trata-se do hit "The Sidewinder", composto pelo trompetista de soul jazz Lee Morgan em 1964.

## Recepção

### Crítica
"Magic Man" foi aclamado pela crítica especializada. De acordo com os dados agregados no Rotten Tomatoes, ele obteve uma classificação perfeita de 100% com uma pontuação média de 8.56 de 10 com base em 19 avaliações. O consenso crítico do site diz: "Jimmy McGill está morto, viva Saul Goodman em uma estreia repleta de desgraças que torce uma justaposição comovente entre o 'Homem Mágico' abraçando seu passo desprezível e o fugitivo assombrado que ele inevitavelmente se tornará."

### Audiência
Uma estimativa informa que 1.6 milhões de telespectadores assistiram à transmissão original norte-americana de "Magic Man", denotando um aumento de 4% da audiência em relação ao episódio final da quarta temporada, embora abaixo de 10% em relação à estréia da mesma temporada. A audiência foi auxiliada pela estreia da metade da temporada de The Walking Dead que levou até o programa.